# Micrurapteryx fumosella
Micrurapteryx fumosella is een vlinder uit de familie van de mineermotten (Gracillariidae). De wetenschappelijke naam van de soort werd voor het eerst geldig gepubliceerd in 1985 door Kuznetzov & Tristan.